# Frida Svedin Thunström
Frida Svedin Thunström, född 4 november 1989 i Ljustorp, är en svensk ishockeyspelare, forward, som spelat 59 landskamper för Sveriges damlandslag i ishockey (091203).

## Meriter
- VM 2009: 4:a

## Klubbar
- MoDo Hockey